# Cros-de-Géorand
Cros-de-Géorand – miejscowość i gmina we Francji, w regionie Owernia-Rodan-Alpy, w departamencie Ardèche.
Według danych na rok 1990 gminę zamieszkiwało 268 osób, a gęstość zaludnienia wynosiła 6 osób/km² (wśród 2880 gmin regionu Rodan-Alpy Cros-de-Géorand plasuje się na 1360. miejscu pod względem liczby ludności, natomiast pod względem powierzchni na miejscu 82.).